# Старое Баево
Старое Баево — деревня в Атяшевском районе Мордовии. Входит в состав Козловского сельского поселения.

## История
В озникла в середине XVII века как выселок деревни Заозерки Верхалатырского стана. В «Списке населённых мест Симбирской губернии за 1863» Старое Баево удельная деревня из 60 дворов в Ардатовском уезде.

## Население
| 2002 | 2010 |
| ---- | ---- |
| 114  | ↘82  |

Национальный состав
Согласно результатам Всероссийской переписи населения 2002 года, в национальной структуре населения русские составляли 89 %.